# Сенненское гетто (Витебская область)
Се́нненское гетто — еврейское гетто, существовавшее с сентября по 30 декабря 1941 года как место принудительного переселения евреев города Сенно и близлежащих населённых пунктов в процессе преследования и уничтожения евреев во время оккупации территории Белоруссии войсками нацистской Германии в период Второй мировой войны.

## Оккупация Сенно
По переписи 1939 года в Сенно жили 1056 евреев — 24,53 % от общего числа жителей. Перед Великой Отечественной войной евреи составляли уже бо́льшую часть населения местечка.
Город был захвачен 17-й танковой дивизией вермахта 8 июля (первый раз 6 июля ) 1941 года, и оккупация продлилась до 25 июня 1944 года. Нацисты включили Сенно в состав территории, административно отнесенной к штабу тыла группы армий «Центр».
После оккупации города гитлеровцы ввели в действие ряд дискриминационных мер в отношении евреев — в частности, обязав их под страхом смерти носить желтые нашивки круглой формы или в виде шестиконечной звезды.

## Создание гетто

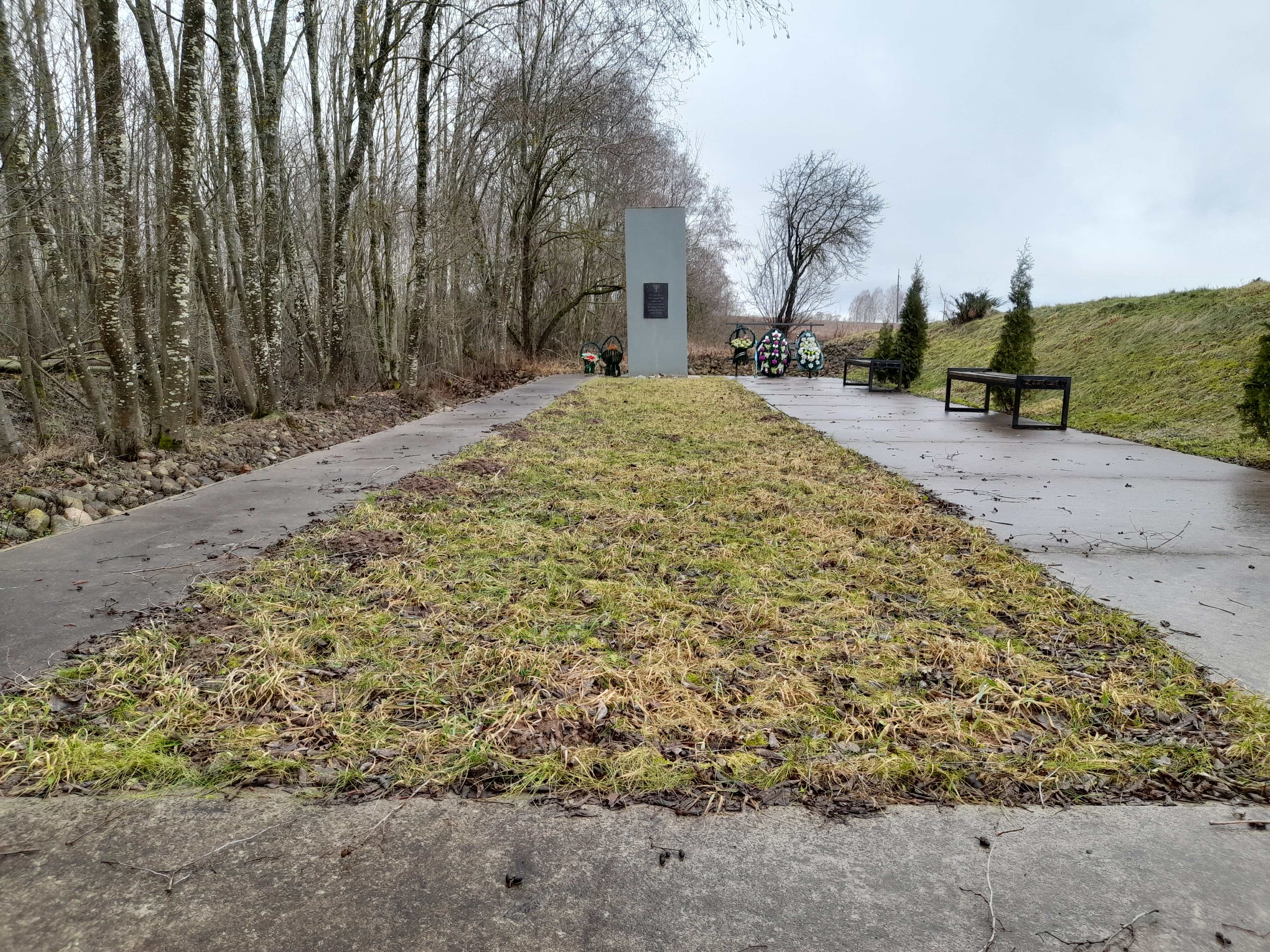
Памятник на братской могиле в мемориальном комплексе

Реализуя нацистскую программу уничтожения евреев, немцы создавали гетто почти во всех городах и населённых пунктах Беларуси, где проживало еврейское население. Так и в Сенно оккупанты организовали гетто, но сих пор не удалось выяснить точную дату его создания. Из акта «Чрезвычайной комиссии по расследованию злодеяний немецко-фашистских захватчиков» от 22 марта 1945 г.: «В ноябре 1941 г. немецкие выродки согнали на ул. Ворошилова (Голынка) в семь домов все еврейское население и сделали гетто». Дунец Мария Евдокимовна 1924 г.р. считает, что гетто появилось раньше — в начале сентября или конце августа. По мнению Г. Р. Винницы, гетто было создано в сентябре 1941, когда «еврейское население согнали на улицу Ворошилова (бывшая Голынка) в 19 домов».

## Условия в гетто
В каждом строении размещалось около 50 человек. Люди существовали в условиях чрезвычайной тесноты и антисанитарии. Из акта «Чрезвычайной комиссии по расследованию злодеяний немецко-фашистских захватчиков» от 8 сентября 1944 г.: «По 45-50 человек вселяли в одно помещение, где задыхались от тесноты и мусора».
Гетто охранялось полицейскими. Дома в гетто были обозначены желтыми крестами, наклеенными на окна. Здания, не входившие в черту гетто, подобных отметин не имели.
Узники гетто голодали. Гитлеровцы выдавали им по 50 граммов хлеба в день, но были случаи, когда люди несколько дней оставались без еды: из акта «Чрезвычайной комиссии по расследованию злодеяний немецко-фашистских захватчиков» от 22 марта 1945 г.: «Около этих домов, где было согнано еврейское население, были поставлены полицейские, которые не давали им никуда выходить. Всех евреев гоняли на работу под охраной полицейских. Выдавали им хлеба по 50 граммов на день, часто совсем не давали, и они по нескольку дней были без еды. Матыгин Денис и Дягилев избивали евреев плеткой».
Гитлеровцы проводили изъятие еврейского имущества. У узников Сенненского гетто были отобраны все ценности и хорошая одежда. Всех евреев, под охраной полиции, гоняли строем на работу. Из акта «Чрезвычайной комиссии по расследованию злодеяний немецко-фашистских захватчиков» от 8 сентября 1944 г.: «…все продукты, одежда, ценные вещи были отобраны, для того, чтобы замучить евреев холодом и голодом».
Председателем юденрата в гетто оккупанты назначили Свойского Самуила Давидовича. Он, учитель математики и физики, был до войны директором городской школы № 1 (кавалер ордена Ленина]. Свойский, как председатель юденрата, имел возможность выходить за территорию гетто, и, встречая своих бывших учеников, просил хлеба. Всё, что удавалось выпросить, он приносил своим детям: сыну и девочкам-близнецам, а также другим детям, которые учились у него школе.
В Сенно, в качестве дискриминационной меры, использовалась нацистская пропаганда. Например, гитлеровцами в городе распространялась листовка, адресованная местному населению, в которой говорилось: «Бери хворостину и гони жида в Палестину».
Коллаборационисты глумились над узниками. Так, например, известно, что полицейские Мотыгин и Дягелев часто избивали евреев плетками.

## Уничтожение гетто
Оккупанты проводили в отношении еврейского населения Сенно акции устрашения. Из-за опоздания на работу, 16 октября 1941 года, оккупанты расстреляли 12 евреев. За отсутствие в домах светомаскировки 27 ноября 1941 года были убиты 7 евреев.
В день массовой казни, 30 декабря 1941 года, в Сенно прибыло подразделение айнзатцгруппы «В» и вместе с белорусскими полицаями окружили гетто. Каратели выгнали узников из домов на улицу и объявили, что их будут отправлять на работу в Оршу. После этого евреев гнали группами по 40 человек в сторону деревни Козловка, где заранее были приготовлено место расстрела. Людей загоняли в ямы и приказывали ложиться, после чего убивали, а детей закапывали живыми. Расстрелом еврейского населения Сенно руководил офицер местной комендатуры капитан Бирман. Массовое убийство продолжалось с 8.00 и до 14.00. 30 декабря 1941 года расстреляно 965 евреев Сенно.
Вспоминают:
- Хейфец Х. И.: «Рано утром евреев из гетто подняли каратели. Не успевших одеться выталкивали на снег босиком. Расстреливали и торопились, потому что боялись партизан. В лесах недалеко от Сенно действовала боевая группа, созданная братьями Энштейнами: Барухом и Берлом. В неё входили: Фридман Анцель, Фридман Шлема (полный Георгиевский кавалер) и Хейфец Айзик. Последние двое бежали из гетто. Позже эта группа вошла в состав партизанского отряда».
- Головинова И. С.: «Дочь зав. аптекой Лозинского — врач, молодая была и красивая. Когда евреев вели на расстрел, она плакала и кричала: „Я молодая и хочу жить“. Шестилетняя внучка Сендера Клаза Валя умоляла фашистов: „Не стреляйте, мой папа русский“. Никто её не слушал. Погибла маленькая».

После расстрела сенненских евреев нацисты стали разыскивать детей от смешанных браков. В марте 1942 года убита семья Левина из трех человек. Также были расстреляны трое детей Мельциной Христи от мужа еврея.
В акте ЧГК от 8 сентября 1944 года указано, что число расстрелянных 30 декабря 1941 года — 965 человек, но сюда необходимо добавить прятавшихся и детей от смешанных браков. Исходя из этих соображений, число погибших евреев составляет примерно 1000 человек. Имеется список расстрелянных узников гетто в Сенно, частично восстановленный с помощью Хейфеца Хаима Исааковича (1909 г.р.) и Мельциной Баси Мульевны (1925 г.р.).

## Случаи спасения
Нескольким узникам Сенненского гетто удалось бежать во время расстрела. Одним из них был Анцель Фридман, которого в деревне Яхимовщина женщина Зося (фамилия не установлена) целый месяц прятала в подвале и помогла ему установить связь с партизанами.
Также спасся Анатолий Ноткин и его мать. После варварского убийства младшего брата (которого немцы сожгли на костре за исполнение пионерской песни), мать забрала старшего сына и ночью ушла из гетто.

## Память
В Сенно на месте расстрела евреев в 1960-х годах был установлен памятник.